# Большое Просеково
Большое Просеково — село в Варгашинском районе Курганской области. Входит в состав Верхнесуерского сельсовета.

## История
До 1917 года входило в состав Верхнесуерской волости Ялуторовского уезда Тобольской губернии. По данным на 1926 год деревня Больше-Просекова состояла из 151 хозяйства. В административном отношении являлась центром Просековского сельсовета Марайского района Курганского округа Уральской области.

## Население
| 1912 | 1926 | 1989 | 2002 | 2010 |
| ---- | ---- | ---- | ---- | ---- |
| 600  | ↗726 | ↘565 | ↘510 | ↘440 |

По данным переписи 1926 года в деревне проживало 726 человек (341 мужчина и 385 женщин), в том числе: русские составляли 100 % населения.